# Mortonagrion hirosei
Mortonagrion hirosei is een libellensoort uit de familie van de waterjuffers (Coenagrionidae), onderorde juffers (Zygoptera).
De soort staat op de Rode Lijst van de IUCN als gevoelig, beoordelingsjaar 2011.
De wetenschappelijke naam van de soort is voor het eerst geldig gepubliceerd in 1972 door Asahina.